# Katastrofa lotu Tajikistan Airlines 3183
Katastrofa lotu Tajikistan Airlines 3183 wydarzyła się 15 grudnia 1997. Tupolew Tu-154B-1 należący do linii lotniczych Tajikistan Airlines, lecący z Duszanbe do Szardży, rozbił się w trakcie podchodzenia do lądowania. W katastrofie zginęło 85 osób, jedna osoba przeżyła.
Samolot podchodził do lądowania nakierowywany przez ILS. Kontrola lotów zaleciła pilotom zejście na wysokość 1500 stóp. Samolot zszedł jednak poniżej tej wysokości, a w czasie dalszego zniżania wpadł w turbulencje. Pilotom nie udało się opanować maszyny i doszło do zderzenia z ziemią.